# Abajo las murallas

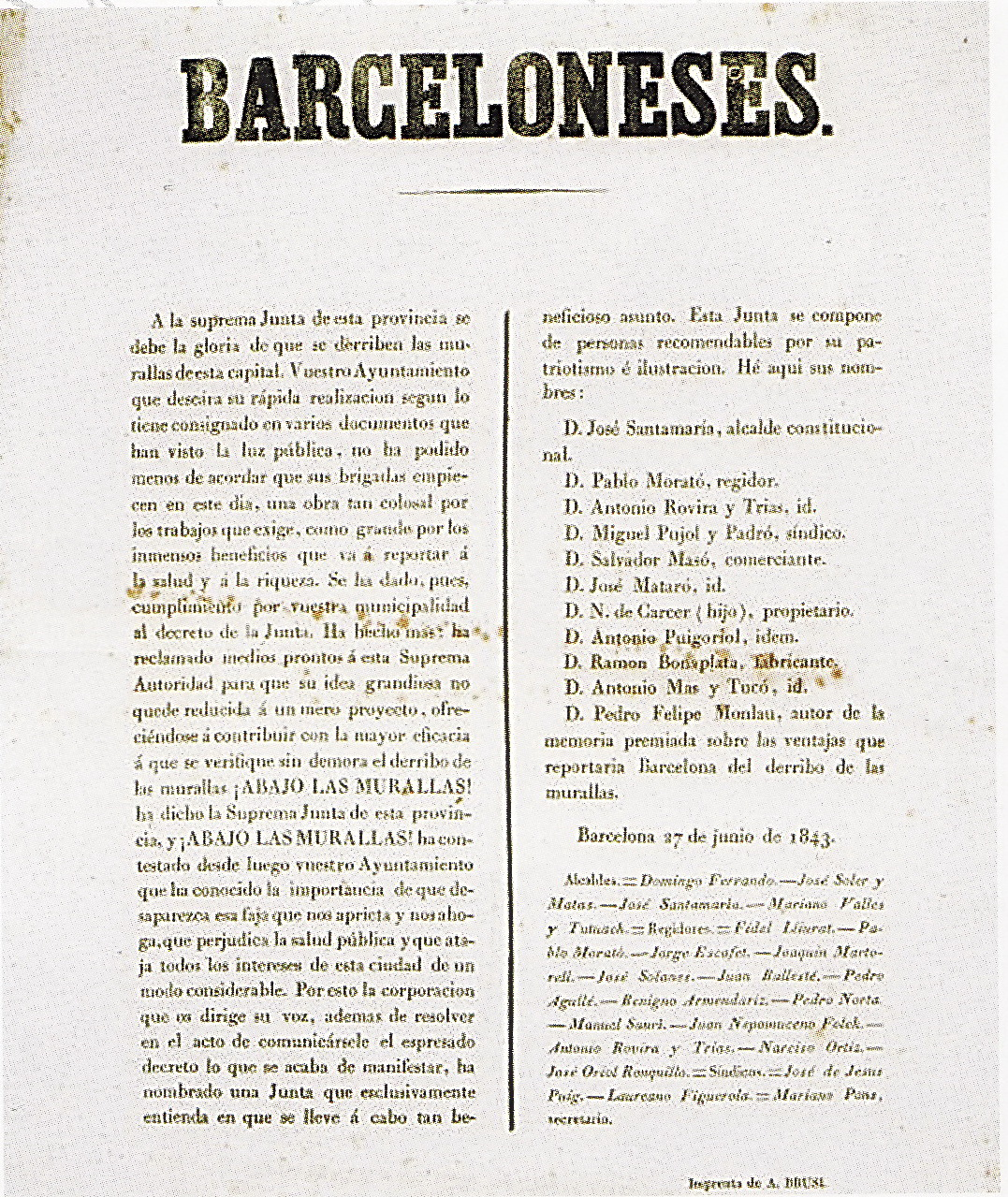
Ban en què es comunica a la població la voluntat d'enderrocar les muralles

"Abajo las murallas!!!" és el nom d'un pamflet de 1841, obra del metge i higienista Pere Felip Monlau, que va guanyar el concurs convocat per l'Ajuntament de Barcelona per analitzar els avantatges d'enderrocar les muralles medievals. S'hi recull de manera dialèctica els arguments a favor del seu enderroc, i va ser central en la discussió ciutadana sobre la conveniència de fer-ho. Se'l considera el treball precedent al projecte de transformació urbana d'Ildefons Cerdà per a l'Eixample de Barcelona, el Pla Cerdà de 1859.

## Antecedents
La pèrdua de la Guerra de Successió el 1714, a més de les conseqüències per al país que va comportar el Decret de Nova Planta, va comportar una série de càstigs per a Barcelona, que va ser declarada Ciutat Rebel. Entre ells, la prohibició de créixer més enllà de les muralles, al voltant de les quals, per la seva part exterior, s'havia de deixar una franja de seguretat definida per l'abast dels canons situats als baluards.
A causa d'això, al llarg del segle xviii i la primera part del xix la situació sanitària i social de la població de Barcelona, que va seguir en augment degut al seu dinamisme econòmic, es va anar progressivament fent asfixiant, amb un augment exponencial de la densitat urbana. L’evolució demogràfica de Barcelona va elevar la població de 115.000 habitants el 1802 a 140.000 el 1821 i arribava a 187.000 el 1850. Els sis quilòmetres de muralla encerclaven una superfície una mica per sobre dels dos milions de metres quadrats, si bé el 40% de l'espai estava ocupat per set casernes, 11 hospitals, 40 convents i 27 esglésies.
La muralla medieval, que havia permès a la ciutat resistir set setges entre 1641 i 1714, representava ara no només un recordatori permanent del càstig borbònic, sinó un impediment per al creixement orgànic de la ciutat.

## El projecte
El 1841, l'Ajuntament de Barcelona va convocar un concurs per promoure el desenvolupament de la ciutat. L'11 de setembre de 1841 es va dictar el premi a favor del doctor Pere Felip Monlau, metge i higienista autor del treball Abajo las murallas!!! Memoria acerca de las ventajas que reportaría á Barcelona, y especialmente á su industria, de la demolición de las murallas que circuyen la ciudad, en el que es demanda una expansió des del riu Llobregat al Besòs.

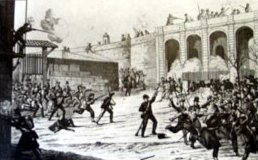
Revolta de 1842 contra Espartero

L'àmplia difusió del projecte i l'impuls popular provocaven situacions d'enfrontaments, com la del 26 d'octubre de 1842, en què la Junta de Derribo va enderrocar part de la Ciutadella, la qual cosa va provocar que el general Espartero bombardegés Barcelona des del castell de Montjuïc el 3 de desembre i ordenés la seva reconstrucció amb un cost de 12 milions de rals a costa de la ciutat.
Un any més tard, després de la sublevació de Joan Prim i Prats i Milans del Bosch el maig de 1843 contra Espartero, el decret de la ”Junta Suprema Provisional de la província de Barcelona” de 27 de juny del 1843, anunciava l'enderroc a càrrec del municipi.
El 1844, Jaume Balmes es va afegir, des de les pàgines de La Sociedad, a les protestes, contradient les teories del valor estratègic militar defensat pel general Narváez.
Entre 1843 i 1853, coincidint amb la “Dècada moderada” dels governs quasi-dictatorials de Ramón María Narváez y Campos i Bravo Murillo) que varen mantenir Catalunya sota l'estat d'excepció durant 10 anys, l'Ajuntament va fer continus intents d'enderrocament mitjançant instàncies que sistemàticament eren rebutjades pel Ministeri de Guerra.

## L'enderrocament

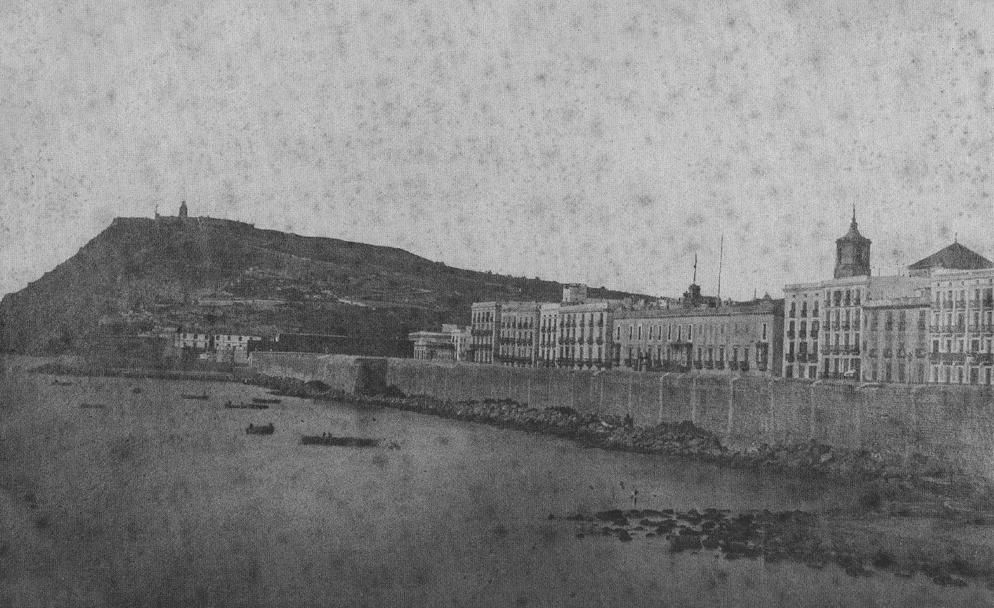
La Muralla de Mar cap al 1870.

L'any 1853 l'Ajuntament de Barcelona acabà aprovant un projecte preparat pel seu secretari Manuel Duran i Bas que va enviar al Govern de Madrid el 23 de maig de 1853 amb la signatura unànime del consistori amb el seu alcalde, Josep Bertran i Ros, al capdavant. L'informe va rebre el suport dels diputats catalans i en especial de Pascual Madoz, diputat per Lleida i persona clau en l'enderrocament de les muralles. Madoz va arribar a ser governador civil de Barcelona durant escassament setanta-cinc dies per passar a ocupar el càrrec de ministre d'Hisenda del govern progressista. Des d'aquest càrrec va instar la desamortització i va promulgar una reial ordre que acabaria amb els enfrontaments entre Ajuntament i el Ministeri de la Guerra. L'ordre d'enderrocament de les muralles de 9 d'agost de 1854 especificava que s'havien de mantenir la muralla de mar, el castell de Montjuïc i la Ciutadella.
Durant la primavera de 1854 s'havia iniciat el conflicte de les selfactines, una crisi laboral dels teixidors en contra de la industrialització. També a l'estiu es va declarar una epidèmia de còlera. L'impacte d'ambdues circumstàncies entre la població es va veure suavitzat amb la notícia de l'enderrocament que assegurava feina a una població molt castigada.
La superfície total de les muralles era equivalent a les 4/5 parts de la ciutat intramurs, deixant lliures amb el seu enderroc uns 25 milions de pams quadrats (uns 4.860.000 m2), un espai que portava aparellat una de les operacions urbanístico-financeres més precises i avançades de la seva època: l'emissió d'un crèdit per subscripció pública amb cèdules hipotecàries al portador aportant com a garantia els terrenys edificables recuperats amb l'enderroc. Aquest emprèstit, recolzat en una utilització oportunista del sòl alliberat per aportar un finançament municipal excepcional, portaria a un enfrontament jurídic entre l'Ajuntament i el Ministeri de la Guerra. Aquest ministeri es va trobar per sorpresa amb la reial ordre del ministre d'Hisenda que Madoz va treure a l'octubre de 1854, la setmana en què marxava a les Corts de Madrid. La precipitada experiència barcelonesa impulsada pel pas de Madoz pel Ministeri d'Hisenda no es va repetir en cap de les operacions d'enderroc posteriors de les muralles de les altres places fortes a tota España degut a la frontal oposició dels militars a una mutació demanial a favor dels ajuntaments.
Es va constituir una Junta de Derribo ciutadana presidida per l'alcalde Josep Santa-Maria i Gelbert amb el suport, entre altres vocals, de Monlau, actuant de secretari, i de l'arquitecte Antoni Rovira i Trias, com a director general de les obres. Rovira s'implicaria molt en les propostes de creixement posteriors a l'enderroc i va presentar un projecte d'eixample que, tot i resultar guanyador, no s'executaria mai, en favor del Pla Cerdà.